# Clementina Carrelli
Clementina Carrelli (Lecce, 15 novembre 1835 – Napoli, 1916) è stata una pittrice e scultrice italiana.

## Biografia

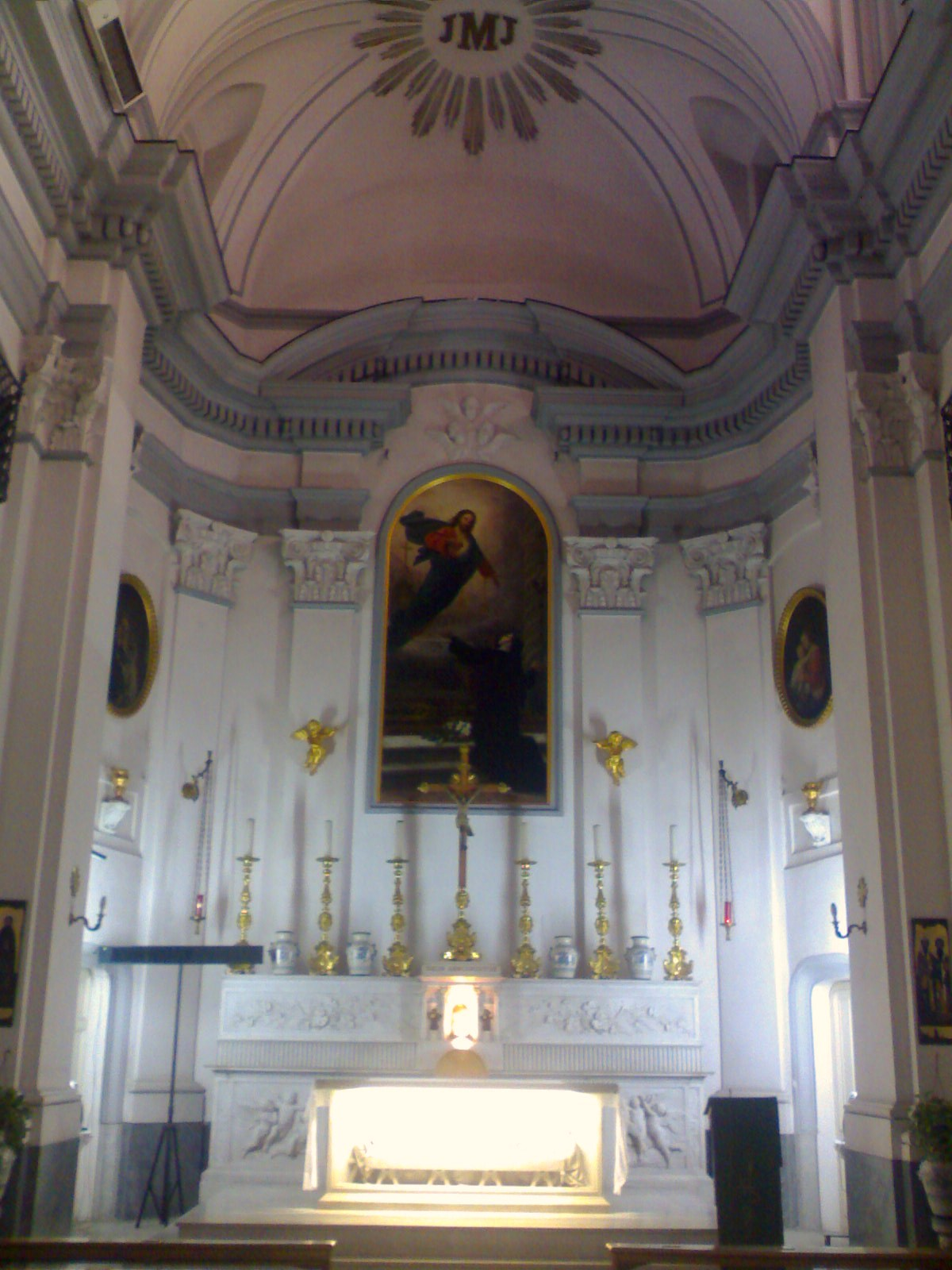
Pala d'altare della Chiesa del Cenacolo di Napoli

Clementina Carrelli nacque a Lecce, ma visse a Napoli dove si era trasferita con la famiglia. I genitori erano Luigi Carrelli e Luisa Palombi. Dimostrò fin da bambina un'inclinazione per il disegno, ricopiando in miniatura degli originali trovati in casa. Venne affidata all'insegnamento di Biagio Molinaro; in seguito lo ritrasse in un busto in gesso.
La sua formazione venne compiuta anche attraverso viaggi a Roma ed in altre città europee. La sua vena artistica si espresse sia nella pittura sia nella scultura. Nel corso della sua vita partecipò a numerose esposizioni, fra cui la Biennale borbonica del 1859 e le esposizioni di Napoli del 1877, di Milano del 1872, di Vienna del 1873, di Torino del 1884 e di Londra del 1888.

## Opere
Fra le opere principali: Agar e Ismaele, Un disperato dolore, Il disinganno (statua in terra cotta), Giulietta e Romeo, I primi studi, Una lettura di sera, Una devota della Vergine, Una mesta rimembranza, Un interno. Il ritratto di Giulio Petroni (1871) è nella collezione della Biblioteca nazionale Sagarriga Visconti-Volpi di Bari. Nel 1888, dipinse una pala d'altare raffigurante Cristo che mostra il cuore a Santa Margherita Alacoque per la Chiesa del Cenacolo a Napoli.

## Intitolazioni alla memoria
Nel 2004, il Comune di Lecce le ha intitolato una via cittadina.